# Janis Janiotas
Janis Janiotas (gr. Γιάννης Γιαννιώτας; ur. 29 kwietnia 1993 w Neochori) – grecki piłkarz grający na pozycji pomocnika w Aris.

## Kariera klubowa
Piłkę nożną zaczął trenować w wieku 13 lat w klubie ze swojej miejscowości. Niedługo później trafił do akademii Arisu Saloniki, z którym w 2011 roku podpisał trzyletni kontrakt. W czerwcu 2013 podpisał trzyletni kontrakt z Fortuną Düsseldorf. W sierpniu 2014 został wypożyczony do Asterasu Tripolis. W czerwcu 2015 trafił do Olympiakosu, a pod koniec tegoż roku został wypożyczony na pół roku do APOEL FC. W lipcu 2016 został ponownie wypożyczony do tego klubu na rok. W sierpniu 2017 został wypożyczony do końca sezonu do Realu Valladolid. Zadebiutował w tym klubie 16 września 2017 w wygranym 2:1 meczu z Granada CF, w którym strzelił gola. Po zakończeniu wypożyczenia do Hiszpanii, wrócił do Pireusu gdzie postanowił pod koniec sierpnia 2018 roku rozwiązać kontrakt z klubem, gdzie miał małe szanse na grę. 29 sierpnia 2018 roku AEK Ateny ogłosił podpisanie umowy z Janisem.

## Kariera reprezentacyjna
W reprezentacji Grecji zadebiutował 29 marca 2015 w zremisowanym 0:0 meczu z Węgrami. Pierwszego gola w kadrze zdobył 1 września 2016 roku kiedy pokonał bramkarza reprezentacji Holandii w wygranym 2-1 meczu towarzyskim. 9 lipca 2017 po zakończeniu meczu eliminacji do Mistrzostw Świata 2018 został uderzony przez asystenta selekcjonera kadry Bośni i Hercegowiny – Stéphane Gilli, w wyniku czego stracił zęba.

### Bramki w reprezentacji
| Lp. | Data                 | Lokalizacja         | Przeciwnik | Gol na | Wynik | Rozgrywki       |
| --- | -------------------- | ------------------- | ---------- | ------ | ----- | --------------- |
| 1   | 1 września 2016      | Eindhoven, Holandia | Holandia   | 2–1    | 2–1   | Mecz towarzyski |
| 2   | 10 października 2017 | Pireus, Grecja      | Gibraltar  | 4–0    | 4–0   | el. do MŚ 2018  |